# Eudonia paghmanella
Eudonia paghmanella là một loài bướm đêm trong họ Crambidae.